# Deaflympics d'hiver de 1979
Les Deaflympics d'hiver de 1979, officiellement appelés les 9e Deaflympics d'hiver, ont lieu le 21 janvier au 27 janvier 1979 à Méribel, en France. Les Jeux rassemblent 113 athlètes de 14 pays. Ils participent dans un seul sport et deux disciplines qui regroupent un total de douze épreuves officielles, soit sept épreuves de moins qu'en 1975. L'équipe de l'URSS a remporté le Deaflympics d'hiver de 1979.

## Nouvelle règle
Pendant le 25e congrès à Méribel, on ajoute une règle importante : seules les athlètes ayant une capacité de moins de 55 décibels d'audition peuvent participer les Deaflympics, sans dispositif de correction auditif[réf. nécessaire].

## Sport

### Sports individuels
- Ski de fond
- Ski slalom
- Ski slalom géant
- Ski Descente

### Sports en équipe
- Ski de fond Relais

## Pays participants
- Allemagne de l'Ouest
- Australie
- Autriche
- Canada
- États-Unis
- Finlande
- France
- Italie
- Japon
- Pologne
- Norvège
- Suède
- Suisse
- Union soviétique

## Compétition

### Tableau des médailles
- Pays organisateur (France)

| Rang       | Nation               | Or | Argent | Bronze | Total |
| ---------- | -------------------- | -- | ------ | ------ | ----- |
| 1          | Union soviétique     | 5  | 5      | 3      | 13    |
| 2          | France               | 2  | 4      | 1      | 7     |
| 3          | Australie            | 2  | 1      | 0      | 3     |
| 4          | Suisse               | 2  | 0      | 2      | 4     |
| 5          | Finlande             | 1  | 0      | 2      | 3     |
| 6          | Norvège              | 0  | 2      | 0      | 2     |
| 7          | Italie               | 0  | 0      | 2      | 2     |
| 8          | Allemagne de l'Ouest | 0  | 0      | 1      | 1     |
| 8          | Suède                | 0  | 0      | 1      | 1     |
| 10         |                      |    |        |        |       |
| Autriche   | 0                    | 0  | 0      | 0      |       |
| Canada     | 0                    | 0  | 0      | 0      |       |
| États-Unis | 0                    | 0  | 0      | 0      |       |
| Japon      | 0                    | 0  | 0      | 0      |       |
| Pologne    | 0                    | 0  | 0      | 0      |       |
| Total:     | Total:               | 12 | 12     | 12     | 36    |

### La France aux Deaflympics
Il s'agit de sa 6e participation aux Deaflympics d'hiver. Avec un total de 12 athlètes français, la France parvient à se hisser à la 2e place dans le classement par nation.

#### Médaillés
Les sportifs français ont remporté deux médailles d'or, quatre médailles d'argent et une médaille de bronze.

- Ski Descente Homme: Patrick Pignard
- Ski slalom géant Femme: Mireille Pelletier

- Ski slalom géant Homme: Patrick Pignard
- Ski slalom Femme: Brigitte Pelletier
- Ski slalom géant Femme: Brigitte Pelletier
- Ski Descente Femme: Mireille Pelletier

- Ski Descente Femme: Brigitte Pelletier